# 매그넘 P.I. (2018년 드라마)
《매그넘 P.I.》(영어: Magnum P.I.)는 2018년부터 2024년까지 방영된 미국의 범죄 드라마이다.지난 1980년 드라마 《매그넘 P.I.》를 원작으로 한 작품이다.